# King of the Royal Mounted
King of the Royal Mounted és una sèrie de còmics nord-americana que va debutar el 17 de febrer de 1935 per Stephen Slesinger, basada en el nom del popular escriptor occidental Zane Gray i comercialitzada com Zane Grey's King of the Royal Mounted. El protagonista de la sèrie és Dave King, un Policia Muntada del Canadà que sempre aconsegueix el seu objectiu i que, al llarg de la sèrie, és ascendit de caporal a sergent. King ha aparegut a tires de diaris, còmics, Big Little Books i altres articles auxiliars.
El fill de Zane Gray, Romer i Slesinger, van col·laborar en moltes de les històries, dibuixades per Allen Dean, Charles Flanders i Jim Gary a l'estudi de Slesinger a Nova York. El 1942 se'n va produir una sèrie de pel·lícules.

## Tira de diària
King of the Royal Mounted va començar com a Sunday comics de King Features Syndicate el diumenge 17 de febrer de 1935. La tira va ser dibuixada inicialment pel dibuixant de còmics Allen Dean.
Allen Dean va col·laborar anteriorment amb Zane Gray en l'original King of the Royal Mounted el 1935, però va abandonar quan Romer Grey/Slesinger es va fer càrrec de la producció, tal com li va dir al seu fill Allen M. Dean Jr, que va néixer el 1942.
Una versió diària es va afegir el 2 de març de 1936, Moment en què la franja dominical va passar a Charles Flanders, que també es va fer càrrec de la tira diària l'abril de 1938. A partir de 1939, Gaylord DuBois es va fer càrrec del guió i Jim Gary del dibuix, creant King fins que va acabar el 14 de febrer de 1954 Al final, va ser Jim Gary qui es va fer càrrec del dibuix la tira.

## Pel·lícula
- King of the Royal Mounted, 20th Century Fox, 11 de setembre de 1936, protagonitzat per Robert Kent. La funció es va retitular Romance of the Royal Mounted quan es va publicar en vídeo.
- King of the Royal Mounted, República, 20 de setembre de 1940, sèrie de 12 parts, protagonitzada per Allan "Rocky" Lane
- The Yukon Patrol, Republic, 30 d'abril de 1942, versió cinematogràfica de la sèrie de 1940 King of the Royal Mounted
- King of the Mounties, Republic, 17 d'octubre de 1942, sèrie de 12 parts, també protagonitzada per Allan "Rocky" Lane

## Grans Petits Llibres
- King of the Royal Mounted, 1936, Big Little Book GW138-1103
- King of the Royal Mounted and the Northern Treasure, 1937, Big Little Book GW180-1179
- King of the Royal Mounted Gets His Man, 1938, Big Little Book GW230-1452
- King of the Royal Mounted and the Great Jewel Mystery, 1939, Better Little Book SW32-1486
- King of the Royal Mounted and the Long Arm of the Law, 1942, Better Little Book SW119-1405

## Còmics
- Feature Book #1 (David McKay Publications, maig de 1937)
- King Comics (David McKay Publications) — sèrie publicada entre 1936 i 1949
- Històries famoses (Dell Comics, 1938)
- Red Ryder (Dell, 1940) - reimpressions de còmics de diaris
- Four Color Comics # 207, 265, 283, 310, 340, 363, 384 (Dell, 1948–1952) — reimpresiones de tires còmiques de diaris, amb portada de Jim Gary
  - King of the Royal Mounted #8–28 (Dell, juny de 1952–març de 1958) — Escrit per Gaylord Du Bois amb art a l'estil Jim Gary. La sèrie va començar amb el número 8 perquè els números publicats sota la bandera de Four Color Comics es van considerar els primers set números.
  - Four Color Comics #935 (Dell, abril de 1958) — número final del còmic